# Hans Joachim Ritz
Hans Joachim Ritz (* 22. Mai 1923 in Meiningen; † 7. Mai 1998 Weissach) war ein deutscher SS-Untersturmführer und als Adjutant des Lagerkommandanten im Arbeitslager Dora eingesetzt sowie Lagerführer im Außenlager Ellrich-Juliushütte.

## Leben
Ritz, gelernter Bankkaufmann, trat zum 25. September 1941 der Waffen-SS bei (SS-Nummer 475.284). Im September 1943 wurde Ritz durch das Wirtschafts- und Verwaltungshauptamt (WVHA) in das Arbeitslager Dora versetzt und wurde dort zeitgleich Adjutant des Lagerkommandanten Otto Förschner bis zum April 1944. Anschließend war Ritz bis zum September 1944 Lagerführer des Außenlagers Ellrich-Juliushütte. Danach wurde Ritz nach Bad Tölz zur SS-Führerreserve verlegt. Zum 30. Januar 1944 war er zum Untersturmführer befördert worden.
Nach Kriegsende wurde Ritz, über den keine nachteiligen Aussagen vorliegen, nicht strafrechtlich verfolgt. Von der Liste der Beschuldigten zum Nordhausen-Hauptprozess wurde Ritz gemeinsam mit drei weiteren Beschuldigten auf Antrag der Vertreter der Anklage gestrichen. In den 1960er Jahren wurde er mehrfach vernommen.